# 2016년 대한민국
다음은 2016년 대한민국에서 일어났던 사건들을 정리해 놓은 문서이다.

## 재임자
제6공화국 (박근혜 정부)
- 대통령 : 박근혜 (~12월 9일)
  - 대통령 권한대행 : 황교안 (12월 9일~)
- 국무총리 : 황교안

## 사건

### 1월
- 1월 1일 - 대한민국의 국회의원 선거구가 이날 자정을 기해 무효가 됐다.
- 1월 3일 - 서해안고속도로에서 안개로 인해 17중 추돌사고가 발생하였다.
- 1월 4일 - 전라남도 해남군 송지면 송호리 선착장 앞바다에서 승용차가 바다로 추락해 6명이 사망하였다.
- 1월 8일 - 존엄사를 허용하는 웰다잉법이 국회를 통과했다.
- 1월 10일 - 서해안고속도로 당진 부근에서 16중 추돌사고가 발생해 7명이 부상을 입었다.
- 1월 15일
  - 경기도 부천시에서 초등학생을 살해하고, 시신을 토막내 훼손한 부모들이 긴급체포되었다.
  - 걸그룹 카라가 데뷔 9년만에 전격 해체하였다.
- 1월 19일 - 전라북도 정읍시 호남고속도로 내장산 인터체인지 인근에서 26중 추돌사고가 발생해 3명이 중경상을 입었다.
- 1월 20일 - 호남고속도로 북광산 나들목 구간이 개통되었다.
- 1월 30일
  - 전라북도 김제시 금산면 금산사 모악랜드 뒷산 중턱에 산불진화용 Bo-105 헬리콥터가 추락, 조종사 1명이 사망하였다.
  - 신분당선 2단계 정자역 ~ 광교역 연장 구간이 개통되었다.

### 2월
- 2월 2일 - 새정치민주연합에서 분당해 나온 국민의당이 창당했다.
- 2월 3일 - 인천공항 자기부상철도 인천국제공항역 ~ 용유역 전 구간이 개통되었다.
- 2월 4일 - 2015년 3월부터 장기 결석하던 여중생이 백골상태의 시신이 발견되었고, 아동학대와 살인혐의로 목사와 계모가 긴급체포되었다.
- 2월 5일
  - 서울특별시 동작구 노량진 수산시장에서 화재가 발생하여 15분만에 진화되었고, 상인들이 긴급대피하였다.
  - 중부내륙고속도로 상주터널에서 화재가 발생하여 37분만에 진화되었고, 차안에 있던 사람들이 긴급대피하였다.
- 2월 10일 - 박근혜 대통령이 조선민주주의인민공화국의 수소탄 핵 실험, 광명성 4호 등의 도발로 개성공업지구의 가동을 전면중단을 선언했다.
- 2월 11일 - 충청남도 금산군 북쪽 12 km 지점에서 규모 3.1의 지진이 발생하였다.
- 2월 15일 - 강원도 춘천시 신북읍 율문리 육군 205항공대 인근 밭에서 UH-1H 헬리콥터가 추락, 탑승자 4명중 조종사를 제외한 3명이 사망하였다.
- 2월 16일 - 강원도 원주시 신림면 용암리에 있는 중앙고속도로 제천방면 291 km 지점에서 35중 추돌사고가 발생해 17명이 부상을 입었다.
- 2월 21일
  - 2015-2016년 KCC 프로 농구 정규리그 마지막 경기에서 전주 KCC 이지스 프로농구단이 정규리그 우승을 차지하였다. 전주 KCC 이지스로서는 창단후 첫 우승이다.
  - 삼성전자의 갤럭시 S7과 LG전자의 LG G5가 스페인 바르셀로나 가전박람회에서 처음 공개되었다.
- 2월 22일 - 서울특별시 내부순환도로 일부 구간이 이날부터 전면 통제되었다.
- 2월 23일 - 이날부터 국회의사당 본회의장에서 테러방지법을 직권상정하자, 더불어민주당과 정의당을 주도로 테러방지법 반대 필리버스터가 시작되었다.
- 2월 27일 - 수인선이 송도역 ~ 인천역까지 연장 구간이 개통되었다.
- 2월 28일
  - 김포공항에서 세스나 172(Cessna 172) 경비행기가 이륙직후 추락해 기장 등 2명이 사망하였다.
  - 대한민국이 AI 청정국임을 선언하였다.

### 3월
- 3월 2일
  - 더불어민주당 이종걸 원내대표의 연설을 끝으로 192시간 25분의 필리버스터가 종료되었다.
  - 충청남도 공주시 남동쪽 12 km 지점에서 규모 2.4의 지진이 발생하였다.
- 3월 5일 - 울산광역시 동구 동북쪽 38 km 해역에서 규모 3.3의 지진이 발생하였다.
- 3월 8일
  - 조선민주주의인민공화국이 대한민국 외교 안보 책임자 40여명의 휴대전화를 해킹하고 음성과 문자 등 정보를 빼돌리는 사건이 일어났다.
  - 2016년 KBO 리그의 시범경기가 개막하였다.
- 3월 9일 - 경상북도 청송군에서 고독성 농약을 섞은 소주를 마시고 신음을 하다가 1명이 사망하고 1명이 중태에 빠지는 사고가 일어났다.
- 3월 9일
  - 오전 10시 10분부터 오전 11시 24분까지 일식이 진행되었다. 반대로 태평양과 인도양에서는 개기 일식이 진행되었다.
  - 이세돌 9단과 인공지능 알파고와의 바둑대결이 1주일간의 일정으로 시작되었다. 바둑 대결에서 알파고가 1번째 대국에서 처음으로 승리하였다.
- 3월 10일 - 이세돌 9단과 알파고와의 바둑대결에서 알파고가 2번째 승리로 확정되었다.
- 3월 11일
  - 경기도 연천군 최전방 육군 부대에서 현역 중사 1명이 총기로 스스로 목숨을 끊으려고 총기를 발사하다가 얼굴을 다쳐 병원으로 후송되었으나 끝내 사망하였다.
  - 김한길 국민의당 상임선거대책위원장이 안철수의 야권연대를 고수하지 못하자 11일 오전 사퇴하였다.
- 3월 12일
  - 경기도 평택시에서 7살난 신원영군이 부모에 의해 학대, 살해당한 뒤 암매장 당한채 싸늘한 시신으로 발견되었다. 즉시 이 사건의 가해자인 계모와 친부가 체포되었다.
  - 이세돌 9단과 알파고와의 바둑대결에서 알파고가 3번째 승리로 확정되었다.
- 3월 13일 - 이세돌 9단과 알파고와의 바둑대결에서 이세돌이 4번째 대국에서 처음으로 승리하였다.
- 3월 15일 - 이세돌 9단과 알파고와의 바둑대결에서 알파고가 5번째 승리로 확정되었다. 이로써 이세돌은 1승 4패, 알파고는 4승 1패로 결과를 마무리지었다.
- 3월 16일 - 서울지하철 3호선 양재역에서 매봉역으로 향하던 열차가 단전으로 운행이 중단되었다.
- 3월 17일 - 일본 히로시마현 히가시히로시마시 산요 고속도로 터널에서 차량 12대가 잇따라 추돌하는 사고가 발생해 2명이 사망하고 68명이 부상을 입었다.
- 3월 18일 - 경기도 성남시 분당구에서 예비군 훈련을 마치고 실종된 신원창(29)씨가 목을매 사망한채 발견되었다.
- 3월 19일
  - 충청북도 청주시에서 4년 3개월전 아동학대로 사망케한 30대 아버지가 체포되고 공범 부인은 스스로 목숨을 끊었다.
  - 대구 삼성 라이온즈 파크가 공식 개장했다.
  - 서울특별시 내부순환도로 구간이 재개통되었다.
- 3월 22일 - 서울동대문경찰서 휘경파출소에서 이모(47) 경위가 뇌물수수 혐의로 감찰조사 도중, 권총으로 스스로 목숨을 끊었다.
- 3월 26일
  - 경기도 이천시의 한 종오리 농장에서 검출된 H5N8형 조류인플루엔자 (AI) 바이러스가 발견되면서 대한민국이 26일만에 청정국 지위를 잃게되었다.
  - 인천국제공항철도 영종역 구간이 개통되었다.
- 3월 27일 - 경기도 화성시 장안면 석포리 한 야산 근처 공터에서 산불진화용 Bo-105 헬기가 추락해 조종사 1명이 사망하였다.
- 3월 29일 - KBL 챔피언 결정전에서 고양 오리온 오리온스가 전주 KCC 이지스를 꺾고 120대 86으로 이기고 시리즈 전적 4승 2패로 14년만에 통산 2번째 우승을 차지하였다.
- 3월 31일 - 에어부산이 모든 보잉 737 클래식을 상업운항에서 퇴역시켰다.

### 4월
- 4월 1일
  - 충청북도 단양군 단양읍 소백산 국립공원에서 산불이 나서 다음날에 완전 진화되었다.
  - 2016년 KBO 리그가 개막하였다.
  - 동해고속도로 동부산 나들목 구간이 개통되었다.
- 4월 5일
  - 7급 공무원 시험을 본 응시생이 정부서울청사 인사혁신처에 침입해 자신의 필기시험 성적을 조작하는 사건이 발생하였다.
  - 걸그룹 2NE1 멤버 공민지가 전격 탈퇴선언을 하며 3인조로 재편하였다.
- 4월 6일 - 인천광역시 중구 운서동 인천국제공항고속도로에서 통근버스가 옆으로 넘어져 36명이 부상을 입었다.
- 4월 8일 - 대한민국 제20대 국회의원 선거의 사전 투표가 다음날까지 실시되었다.
- 4월 9일 - 조선민주주의인민공화국 출신의 해외식당 종업원 13명이 집단으로 탈북하여 대한민국에 입국하였다.

제20대 총선 결과

- 4월 13일 - 제20대 국회의원 총선거가 실시되었다. 새누리당이 참패하고 더불어민주당이 승리, 국민의당이 약진하여 3당 체제가 되었다.
- 4월 15일 - 대한민국의 22번째 국립공원인 태백산이 종전의 도립공원에서 국립공원으로 승격하였다.
- 4월 19일 - 비스트 멤버 장현승이 전격 탈퇴선언을 하며 5인조로 재편하였다.
- 4월 20일
  - 전국경제인연합회가 어버이연합 단체에게 자금을 지원했다는 의혹이 제기되면서 논란이 확산되었다.
  - 장애인의 날을 맞이하여 서울특별시 광화문광장에서 서울장애인인권영화제가 실시되었다.
- 4월 22일
  - 전라선 율촌역에서 성산역 방향 전방 200m 지점에서 여수엑스포역 방향으로 운행중이던 무궁화호 열차가 탈선 사고가 발생하였다. 이 사고로 1명이 사망하고 8명이 부상을 입었다.
  - 청와대 선임행정관이 극우단체 대한민국 어버이연합의 관제 데모를 배후조종한 정황이 확인되면서 논란이 확산되었다.
- 4월 25일 - 경상북도 포항시 남구 장기면에서 해병대 자주포 전복 사고가 발생해 2명이 사망하고 5명이 부상을 입었다.
- 4월 26일 - 2011년 가습기 살균제 사건과 관련하여 옥시의 전 대표가 검찰에 소환되었다.
- 4월 27일 - CJ와 SK하이닉스가 어버이연합에게 송금한 사실이 드러나 파문이 일었다.
- 4월 29일 - 수원문산고속도로 봉담 나들목 ~ 남광명 분기점 ~ 성채 나들목/소하 나들목 구간이 개통되었다.
- 4월 30일 - 수도권 전철 경의·중앙선 효창공원역 구간이 개통되었다.

### 5월
- 5월 1일 - 충청남도 천안시 논산천안고속도로 천안 방향 차령터널에서 20중 추돌사고가 발생해 4명이 경상을 입었다.
- 5월 3일
  - 서울특별시 영등포의 한 고물상에서 조선민주주의인민공화국 화폐 5천원짜리 위조지폐 8만여장 (40억여원)어치가 발견되어 경찰과 국가정보원 군당국이 조사에 나섰다.
  - 전라남도 고흥군 나로우주센터에서 한국형발사체 75톤 엔진 첫 연소시험에 성공하였다.
- 5월 4일
  - 채권금융기관은 산업은행 본점에서 한진해운 자율협약 개시를 조건부로 통과시켰다.
  - 교육부가 프라임 사업 대상 대학교 21곳을 발표하였다.
- 5월 5일
  - 경기도 안산시 대부도 토막살인 사건의 30대 용의자 조성호가 긴급 체포되었다.
  - 인천국제공항 활주로에서 싱가포르항공 여객기와 대한항공 여객기가 충돌 위기를 겪었으나 관제탑의 지시로 충돌 위기에서 벗어났다.
- 5월 6일
  - 정부가 이 날을 임시 공휴일로 지정하였다.
  - 전라남도 여수시 남면 안도 동쪽 10 km 해상에서 싱가포르 선적의 대형 유조선과 새우 조망 어선이 충돌해서 어선선장이 사망하였다.
- 5월 7일 - 베트남에서 근무하고 돌아온 20대 여성이 지카 바이러스에 감염되어서 대한민국 내에서 4번째 감염자가 발생하였다.
- 5월 9일 - 서울특별시 동작구 노량진역에서 전동차 탈선사고가 발생하였으나, 사람이 없어 인명 피해는 발생하지 않았다.
- 5월 10일 - KNN 러브 FM 방송이 개국하였다.
- 5월 11일 - 100억원대 수임료를 챙긴 변호사 최유정씨가 체포되었다.
- 5월 12일 - 대법원이 도둑뇌사사건의 집주인에게 집행유예가 선고되어 최종확정되었다.
- 5월 13일
  - 한진해운이 글로벌 해운동맹 THE 얼라이언스에 합류하였다. 하지만 현대상선은 일단 제외되었다.
  - 제86회 춘향제가 5월 16일까지 전라북도 남원시 광한루원 및 요천 일원 등에서 열렸다.
- 5월 14일
  - 제주특별자치도 제주시 산간에서 피살된 중국인 여성을 살해한 용의자가 체포되었다.
  - 2011년 사태가 발생한지 5년만에 가습기 살균제 사건의 주범인 옥시 신현우 전 대표 등 4명을 검찰이 처음으로 구속하였다.
- 5월 16일 - 남해고속도로 창원 1터널에서 9중 추돌사고가 발생해 4명이 사망하고 56명이 부상을 입었다. (쏘렌토가 급정거를 하고, 뒤로 관광버스, 5톤 트럭(메가트럭), 관광 버스 2대, 모닝. 관광 버스 2대, 테라칸 순서로 추돌하였다.)
- 5월 17일 - 강남역 화장실 살인사건이 발생하였다.
- 5월 19일 - 경상북도 칠곡군에서 주한 미군부대인 캠프 캐롤에서 가스폭발 사고가 90차례 발생하여 파편이 튀어나와 인근 주민들이 큰 피해를 입었다.
- 5월 20일
  - 경부고속도로에서 경유를 실은 탱크로리에서 불이 나 기름이 유출되었다.
  - 걸그룹 미쓰에이 멤버 지아가 전격 탈퇴 선언을 하며 3인조로 재편하였다.
- 5월 25일 - 인천국제공항역에서 출발해 목포역으로 향하던 KTX 열차의 바퀴 1개가 선로를 이탈해 운행이 잠시 중단되었다.
- 5월 26일 - 부산광역시 기장군 일광면에서 동해남부선 원당 철길건널목에서 화물열차와 트럭이 충돌해서 운행이 중단되었다.
- 5월 27일 - 일본 도쿄 하네다 국제공항에서 출발해 서울 김포국제공항으로 향하던 대한항공 2708편 화재 사고가 이륙 직전에 왼쪽 날개 엔진에서 화재가 발생하였으나, 다행히도 승객과 승무원 319명 모두 대피를 해 인명 피해가 나지 않았다.
- 5월 28일
  - 부산광역시 해운대구 송정동 간선도로 지하에 매설된 직경 700m 상수도관이 파열되었다. 이 사고로 인근 2만 7천여 가구가 단수되었다.
  - 서울 지하철 2호선 구의역에서 구의역 스크린도어 사망 사고가 발생해 김모(19)씨가 사망하였다.

### 6월
- 6월 1일 - 경기도 남양주시 진접읍 금곡리 수도권 전철 4호선 진접선 지하철 공사현장에서 붕괴사고가 발생해 4명이 사망하고 10명이 부상을 입었다.
- 6월 3일
  - 경상북도 상주시 서쪽 22 km 지역에서 규모 3.0의 지진이 발생하였다.
  - 대구광역시 중구 태평로1가 교동시장 인근 빌딩에서 화재가 발생해 1명이 사망하였다.
- 6월 4일 - 대한민국과 프랑스가 수교 130주년을 맞이하였다. (수교일 : 1886년 6월 4일)
- 6월 5일 - 인천광역시 옹진군 연평도 NLL 해상에서 불법 조업을 하던 중국어선 2척을 연평도 어민들이 직접 나포하였다.
- 6월 6일 - 인천국제공항에서 출발해 미국 앵커리지로 향하던 UPS 5X061편이 제1활주로에서 이륙 도중 활주로를 이탈하는 사고가 발생하였다. 이 사고로 4명이 타고 있었으나 전원 무사하였고, 인천국제공항 제1활주로가 일주일동안 폐쇄되었다.
- 6월 8일
  - 전라남도 고흥군 나로우주센터에서 75톤 한국형 발사체 엔진을 75초동안 연소시키는데 성공하였다.
  - 경기도 의정부시 사패산 8부능선 호암사에서 50대 여자 등산객이 피살되었다.
- 6월 9일 - 한국은행이 기준금리를 1.5%에서 연 1.25%로 인하하였다.
- 6월 10일 - 한강하구 중립수역에서 민정경찰이 투입이 되어서 불법 조업 중인 중국어선들을 퇴거하는데 성공하였다.
- 6월 13일 - 인천국제공항에서 출발해 간사이 국제공항으로 향하는 진에어 211편이 유압 시스템에서 문제가 생겨 긴급착륙하였다. 승객과 승무원 171명이 타고 있었으며 인명 피해는 발생하지 않았다.
- 6월 16일 - 걸그룹 포미닛이 데뷔 7년만에 전격 해체하였다.
- 6월 17일 - 전라남도 무안군 현경면에서 미국 시러스(Cirrus) 사의 SR20 교육훈련용 경비행기가 추락해 3명이 사망하였다.
- 6월 18일
  - 터키 이스탄불 베이글루 구에서 한인 레코드숍이 피습당하였다. 이 사고로 운영하는 한국인은 부상을 입었지만 크게 다치지는 않았다.
  - 멕시코 누에보 레온 주의 기아자동차공장에서 밀폐된 하수구 가스로 인해 질식 사고가 발생해 3명이 부상을 입었다.
- 6월 20일 - 인도양 세이셸 군도 해상에서 조업 중인 부산 광동해운 소속 참치연승 원양어선 광현 803호에서 살인 사건이 발생하였다. 이 사고로 한국인 선장과 기관장 2명이 사망하였다.
- 6월 21일 - 대한민국 정부세종청사에서 국토교통부는 영남권 신공항건설을 부산광역시 가덕도와 경상남도 밀양시 후보가 아닌 김해국제공항 확장하는 걸로 결론지었다.
- 6월 28일 - 걸그룹 구구단이 데뷔하였다.
- 6월 30일 - 동해고속도로 남경주 나들목 ~ 동경주 나들목 구간이 개통되었다.

### 7월
- 7월 1일 - 중부지방에서 시간당 40mm의 전례없는 폭우로 인해 연세대학교 중앙도서관이 누수를 이기지 못하고 침수피해를 입었다.
- 7월 3일 - 강남순환로가 개통되었다.
- 7월 4일 - 경기도 부천시가 일반구 3개를 폐지하고 행정복지센터 10개로 개편했다.
- 7월 5일 - 울산광역시 동구 동쪽 52 km 해상에서 규모 5.0의 지진이 발생하였다.
- 7월 6일 - 충청남도, 충청북도, 전라북도 지역에 시간당 53mm의 장맛비가 내려 농경지가 침수되고, 가축들이 폐사되는 등 피해가 발생하였다.
- 7월 8일
  - 대한민국과 미국이 조선민주주의인민공화국의 핵과 미사일 도발에 맞서 고고도미사일방어체계 배치를 결정지었다.
  - 전라남도 영광군 칠산대교 상판 교각 일부가 무너져 6명이 부상을 입었다.
  - 강원도 춘천시와 속초시를 잇는 동서고속화철도 사업 추진이 최종 확정되었다.
- 7월 15일
  - 네이버 라인이 뉴욕 증시와 도쿄 증시에 상장되었다.
  - 경전선 진주역 ~ 광양역 복선전철 구간이 개통되었다.
- 7월 17일 - 강원도 평창군 봉평면 영동고속도로 봉평터널 입구에서 5중 추돌사고가 발생해 4명이 사망하고 37명이 부상을 입었다.
- 7월 23일 - 부산광역시 해운대구 해운대해수욕장 앞바다에서 삐라 운반용 대형 풍선이 추락하였다.
- 7월 25일 - 경기도 파주시 금촌1동 경의중앙선 금촌역에서 50대 남성이 선로에 뛰어들어 열차에 치여 숨졌다.
- 7월 30일
  - 인천 도시철도 2호선 검단오류역 ~ 운연역 전 구간이 개통되었다.
  - 경기도 가평군 펜션수영장에서 4살 어린이가 물에 빠져 사망하였다.
- 7월 31일 - 부산광역시 해운대구 해운대 신시가지에서 7중 추돌사고가 발생해 3명이 사망하고 14명이 부상을 입었다.

### 8월
- 8월 16일 - 경상북도 안동시 북북동쪽 24 km 지점에서 규모 2.0의 지진이 발생하였다.
- 8월 28일 - 전라북도 장수군 서쪽 5 km 지점에서 규모 2.3의 지진이 발생하였다.
- 8월 30일 - 경상북도 합천군 서쪽 13 km 지점에서 규모 2.6의 지진이 발생하였다.

### 9월
- 9월 8일
  - 하일성이 서울특별시 송파구 삼전동의 자신이 운영하는 SKY엔터테인먼트 사무실에서 자살했다.
  - 대구 도시철도 1호선 대곡역 ~ 설화명곡역 연장 구간이 개통되었다.
- 9월 9일 - 동해고속도로 남삼척 나들목 ~ 동해 나들목 구간이 개통되었다.
- 9월 12일 - 경상북도 경주시 남남서쪽 8 km 지점에서 각각 규모 5.1의 전진과 규모 5.8의 지진이 발생해 23명이 부상을 입었다. 이는 국내에서 관측된 지진 중 가장 규모가 큰 지진이었다.
- 9월 14일 - 삼성 라이온즈의 이승엽이 한일통산 600홈런을 달성하였다.
- 9월 19일 - 경상북도 경주시 남남서쪽 11 km 지점에서 규모 4.5의 지진이 발생하였다.
- 9월 24일 - 경강선 판교역 ~ 여주역 구간이 개통되었다.

### 10월
- 10월 1일 - 청주문화방송과 충주문화방송이 통합되어 MBC충북이라는 새로운 이름의 지상파방송국으로 출범하였다.
- 10월 5일 - 전라남도 여수시 거문도 남쪽 24 km 해역에서 규모 2.4의 지진이 발생하였다.
- 10월 9일 - 광주광역시 동구 남쪽 7 km 지점에서 규모 2.2의 지진이 발생하였다.
- 10월 13일
  - 경부고속도로에서 관광버스 화재가 발생해 10명이 사망하고 7명이 부상을 입었다.
  - 걸그룹 시크릿 멤버 한선화가 전격 탈퇴선언을 하며 3인조로 재편하였다.
- 10월 15일 - 걸그룹 AOA 멤버 유경이 전격 탈퇴선언을 하며 7인조로 재편하였다.
- 10월 19일
  - 경상북도 칠곡군 석적읍에서 구미공단 스타케미칼에서 화재가 발생해 1명이 사망하고 3명이 부상을 입었다.
  - 서울 지하철 5호선 김포공항역에서 스크린도어 사망 사고가 발생해 김모(36)씨가 사망하였다.
  - 창원터널에서 화재가 발생하여 20분만에 진화되었고, 터널안에 있던 사람들이 긴급대피하였다.
  - 서울특별시 강북구 미아동 오패산터널 인근에서 성범죄자가 총기를 들고 경찰과 총격전이 발생해 이 사건으로 경찰 1명이 사망하였다.
- 10월 24일 - 경기도 수원시 권선구 남쪽 2 km 지점에서 규모 2.3의 지진이 발생하였다.
- 10월 29일
  - 최순실 태블릿PC 보도 이후 이뤄진 첫 박근혜 퇴진 운동 시위가 서울특별시 청계천에서 열렸다.
  - 걸그룹 에이프릴의 현주가 연기자 전향을 위해 팀을 떠났다.

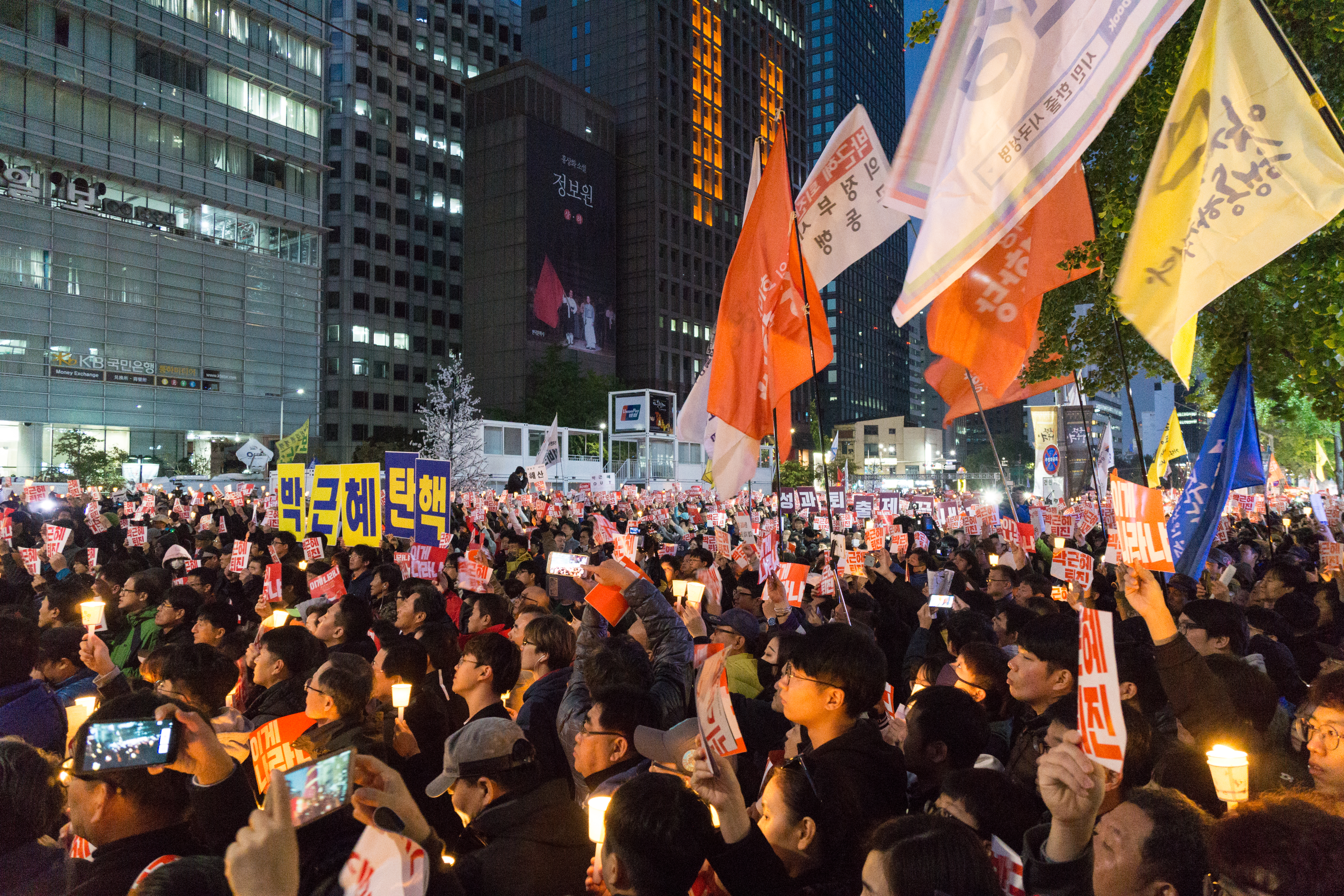
박근혜 대통령 퇴진 운동 (10월 29일)

### 11월
- 11월 2일
  - KBO 리그 한국시리즈 4차전에서 두산 베어스가 NC 다이노스를 8대 1로 꺾고 시리즈 전적 4승으로 통산 5번째 우승을 달성하였다.
  - 제주도 제주시 동쪽 32 km 지점에서 규모 2.4의 지진이 발생하였다.
- 11월 3일 - 경상남도 함안군 북동쪽 9 km 지점에서 규모 2.6의 지진이 발생하였다.
- 11월 6일
  - 전라남도 신안군 흑산면 남남서쪽 106 km 해역에서 규모 3.5의 지진이 발생하였다.
  - 경부고속도로 회덕 분기점에서 관광버스 전복 사고가 발생해 4명이 사망하고 22명이 부상을 입었다.
- 11월 11일 - 광주원주고속도로가 개통되었다.
- 11월 12일 - 걸그룹 레인보우가 데뷔 7년만에 전격 해체하였다.
- 11월 13일 - 충청남도 보령시 북북동쪽 4 km 지역에서 규모 3.5의 지진이 발생하였다.
- 11월 14일 - 액센츄어가 한국시장에서 철수한다는 소식이 있었다.[1] 액센츄어의 한국 법인을 국내 SI 기업인 메타넷이 인수한다는 것이었다.[2]
- 11월 17일 - 2017학년도 대학수학능력시험이 실시되었다.
- 11월 24일 - 동해고속도로 양양 분기점 ~ 속초 나들목 구간이 개통되었다.
- 11월 25일
  - 걸그룹 2NE1이 데뷔 7년만에 전격 해체를 발표하였다.
  - 위너 멤버 남태현이 전격 탈퇴선언을 하며 4인조로 재편하였다.
- 11월 27일 - 대전광역시 유성구 남서쪽 3 km 지점에서 규모 2.5의 지진이 발생하였다.
- 11월 30일 - 대구광역시 중구 서문시장에서 화재가 발생하였다.

### 12월
- 12월 5일
  - 경상북도 포항시 남구 남동쪽 39 km 해역에서 규모 2.1의 지진이 발생하였다.
  - 부산광역시 동구 수정동의 한 아파트에서 화재가 발생해 1명이 사망하였다.
- 12월 7일 - 인천광역시 옹진군 연평도 남남서쪽 57 km 해역에서 규모 2.4의 지진이 발생하였다.
- 12월 9일
  - 박근혜 대통령 탄핵 소추안이 가 234표, 부 56표, 기권 2표, 무효 7표로 국회를 통과하였다. 헌법재판소의 탄핵 심판이 접수되어 오후 7시 3분부터 대통령의 직무가 정지되었다.
  - 수서고속철도가 개통되었다.
- 12월 10일 - 강원도 삼척시 동북동쪽 50 km 해역에서 규모 2.0의 지진이 발생하였다.
- 12월 11일 - 충청남도 태안군 서격렬비도 남쪽 59 km 해역에서 규모 2.5의 지진이 발생하였다.
- 12월 12일 - 경상북도 경주시 남남서쪽 9 km 지역에서 규모 3.3의 지진이 발생하였다.
- 12월 14일 - 경상북도 경주시 남남서쪽 10 km 지역에서 규모 3.3의 지진이 발생하였다.
- 12월 15일 - 동대구복합환승센터 개장
- 12월 20일 - 중부고속도로 삼성 나들목 구간이 개통되었다.
- 12월 21일
  - 중부내륙고속도로 남양평 나들목 구간이 개통되었다.
  - 영동고속도로 동둔내 나들목 구간이 개통되었다.
- 12월 22일 - 경상남도 통영시 매물도 남쪽 22 km 해역에서 규모 2.2의 지진이 발생하였다.
- 12월 26일
  - 경부고속도로 옥산 나들목이 개통되었다.
  - 서산영덕고속도로 낙동 분기점 ~ 영덕 나들목 구간이 개통되었다.
- 12월 28일 - 부산광역시 동구청에서 소녀상 기습설치를 시도하다 4시간만에 철거당하였다. 13명이 구속되었다.
- 12월 30일
  - 동해선 부전역 ~ 일광역 구간이 개통되었다.

## 사망
- 1월 3일 - 만화가 이상무
- 1월 8일 - 연극배우 백성희
- 1월 15일 - 경제학자 신영복
- 1월 18일 - 전 야구선수 황규봉
- 1월 21일 - 무용가 강선영
- 2월 1일 - 정치인 김명윤
- 2월 10일 - 축구감독 정병탁
- 2월 20일
  - 정치인 이기택
  - 역도선수 김성집
- 2월 27일 - 정치인 이철승

신영복

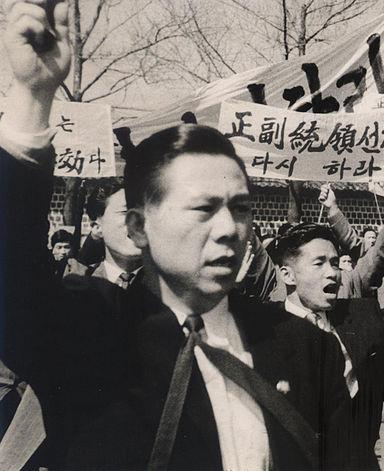
이철승

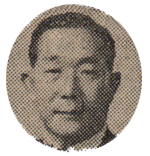
김신

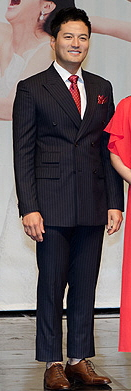
김성민

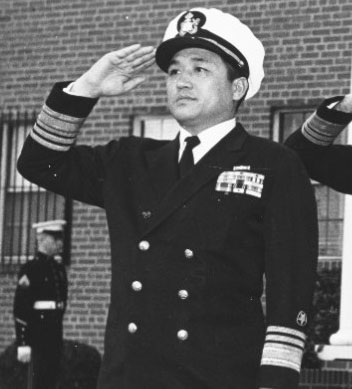
함명수

- 3월 5일 - 언론인이자 정치가 허문도
- 3월 20일 - 정치인이자 언론인 강인섭
- 3월 21일 - 정치인 곽정숙
- 4월 3일 - 쇼트트랙 선수 노진규
- 4월 4일 - 시인 송수권
- 4월 5일 - 기업인 임대홍
- 4월 6일
  - 변호사 김창국
  - 배우 김진구
- 4월 19일 - 작가 신봉승
- 5월 5일 - 만화가 오세영
- 5월 7일 - 기업인 구태회
- 5월 8일 - 언론인이자 기업인 방우영
- 5월 10일 - 군인이자 정치인 강영훈
- 5월 17일 - 국회의장 김재순
- 5월 19일 - 독립운동가이자 군인 겸 정치가 김신
- 5월 30일 - 천주교 인천교구 교구장 최기산
- 6월 2일 - 배우 정진
- 6월 13일 - 공학자이자 정치인 김기형
- 6월 26일 - 배우 김성민
- 7월 3일
  - 군인이자 정치인 박준병
  - 작곡가 전오승
- 7월 16일 - 가수 손인호
- 7월 31일 - 농학자 이춘녕
- 8월 13일 - 작사가 정두수
- 8월 15일 - 만화가 백무현
- 8월 26일 - 기업인 이인원
- 8월 27일
  - 코미디언 구봉서
  - 시인 정완영
  - 포항시장 정장식
- 9월 1일 - 야구선수 유두열
- 9월 8일 - 야구해설가 하일성
- 9월 12일 - 기업인 함태호
- 9월 18일 - 소설가 이호철
- 9월 25일 - 농민운동가 백남기
- 9월 26일 - 축구감독 이광종
- 10월 2일 - 가수 백야성
- 10월 12일 - 바이올리니스트 권혁주
- 10월 14일 - 소설가 송영
- 10월 20일 - 법학자 이영희
- 10월 25일 - 군인이자 정치인 서종표
- 11월 10일 - 축구감독 박말봉
- 11월 14일 - 가수 조덕환
- 11월 17일 - 가수 이영숙
- 11월 23일 - 군인 함명수
- 11월 25일 - 개그맨 이하원
- 12월 3일 - 군인이자 대통령 비서실장 김계원
- 12월 10일 - 배우 정후
- 12월 29일 - 언론인 최창봉

## 같이 보기
- 2016년 대한민국의 영화 목록

1. ↑  “칼럼 | 액센츄어의 한국 철수를 바라보며···”. CIO Korea. 2017년 1월 2일.
2. ↑  “메타넷, 액센츄어 한국법인 인수”. IT조선. 2016년 11월 14일.